# Ptolémée Chennos
Pour les articles homonymes, voir Ptolémée (homonymie).
Ptolémée Héphaistion, dit aussi Ptolémée Chennos, est un grammairien et mythographe grec de l'Antiquité. Selon la Souda, il était originaire d'Alexandrie et vivait sous le règne des empereurs Trajan et Hadrien, à la fin du Ier siècle et au début du IIe siècle. La Souda lui attribue plusieurs œuvres, dont les Histoires étonnantes ; Le Sphinx, un drame historique ; et Anthomeros, un poème en 24 chants. Ces textes sont aujourd'hui perdus, mais le Ptolémée Chennos de la Souda est probablement le même auteur que le Ptolémée Héphaistion auquel Photios consacre une notice de sa Bibliothèque pour sa Nouvelle histoire, un ouvrage d'érudition en six livres, consacré à des légendes de la mythologie grecque qui sont mêlées à des anecdotes historiques (et qui est peut-être le même que celui que la Souda appelle Histoires étonnantes). Photios a trouvé l'ouvrage assez plaisant à lire, et utile pour se cultiver, mais il est sévère avec l'auteur, qu'il juge être « un esprit quelque peu crédule, vantard et dénué de tout talent littéraire ».